# 暗帶雙線䲗
双线䲗（学名：Diplogrammus xenicus）为䲗科双线䲗属的鱼类。分布于台湾岛等。